# Общество друзей Муз (Вена)
Общество друзей Муз (греч. Φιλόμουσος Εταιρεία της Βιέννης) было создано в 1814 года, при российской поддержке, содействовало просвещению населения в порабощённой османами Греции, вплоть до Греческой революции 1821 года.

## Афины
В 1813 г. по инициативе Александра Логотетиса и при косвенной английской поддержке (поскольку многие члены его семьи в разные годы были консулами Британии), было создано в малонаселённых тогда Афинах «Общество друзей Муз» для содействия археологии и защиты древностей, повышении культурного уровня населения и строительства школ. Общество поставило себе целью "возвращение наук в Лицей и в Академию. Представителями общества за границей были назначены Газис, Антимос в Германии и Австро-Венгрии и Николаос Зографос в Триесте.

## Вена
Одному из двух заграничных представителей, Газису, принадлежит инициатива создания Общества в Вене. В 1814 году Газис воспользовался наплывом высокопоставленных лиц в Вену, по причине Венского конгресса, встретился с Каподистрия, Иоанн и объявил ему о создании общества, чем вызвал интерес Каподистрии и императора Александра I. Затем вместе с епископом Венгрии и Валахии Игнатием, обеспечив поддержку Александра, его окружения и других дипломатов, Газис создал в Вене одноимённое общество, целью которого было помочь обществу в Афинах в издании книг древних авторов, в материальной поддержке бедных учеников, в раскопках и хранении древностей и в создании на Пелионе школы «подобной европейским академиям». Газис составил устав общества, который через Каподистрию получил одобрение Александра, после чего император стал первым членом общества с взносом в 200 голландских дукатов в год, а императрица подписалась под взносом в 100 дукатов в год.
Собранная сумма была разделена на 2 части: первая была послана обществу в Афины, вторая к созданию школы на горе Пелион.
Греческий историк Т.Веремис придерживается мнения, что идея этого Общества принадлежит Каподистрии и была поддержана Александром, который не хотел уступить своё влияние на православных греков англичанам.
Это мнение основывается на автобиографии Каподистрии, так как её записал М.Ласкари, где после доклада Каподистрии Александру оба пришли к заключению что будет не своевременным затрагивание Греческого вопроса на конгрессе, но следует по примеру англичан создать общество подобное Афинскому.
Греческий исследователь Д.Литоксоу идёт ещё дальше: Он не только не признаёт расхожего мнения, что Александр, имея при себе грека министра иностранных дел и грека полицеймейстера Санкт-Петербурга (Горголи, Иван Саввич), не ведал о созданном в том же году на территории его империи тайного греческого революционного общества Филики Этерия, но считает создание Венского общества прикрытием Филики Этерия и ловким ходом русской дипломатии, запутавшей тем самым австрийскую и другие службы.
Однако сам Каподистрия в дальнейшем отрицал любую связь Венского общества с революционными обществами, как с Филики Этерия, так и с предшествующей организацией Р.Ферреоса.
Общество в Афинах осталось под британским влиянием, а общество в Вене под русским влиянием. Члены Афинского общества носили перстни с изображением совы, священной птицы древних Афин, а члены Венского общества, поскольку Газис был родом с горы Пелион, носили перстень с изображением центавра Херона, учителя Ахиллеса.
Венское общество просуществовало до 1821 года, когда Александр отмежевался от Греческой революции, а Газис возглавил восстание у себя на родине.